# Bonaventura Agulló i Prats
Bonaventura Agulló i Prats (Sort, Pallars Sobirà, 19 d'agost de 1846 – Vila-real 1907) fou un jurista i polític català, diputat a Corts durant el regnat d'Amadeu I d'Espanya.

## Biografia
Estudià dret a la Universitat de Barcelona, on es va especialitzar en dret administratiu. Fou Jutge de Primera Instància de Sort alhora va col·laborar al diari La Corona de Barcelona i el 1867 fundava el diari El Siglo a Lleida. A les eleccions generals espanyoles d'abril de 1872 fou elegit diputat pel districte de Sort-Vielha, però no es va presentar a la reelecció i continuà amb la seva carrera jurídica com a registrador de la propietat, primer a Ponferrada i després al Vendrell, Sòria, Falset, Vic i Zamora.
Quan estigué destinat a Falset fou catedràtic de filosofia en un Institut Lliure de Segon Ensenyament que va fundar ell mateix. També fou catedràtic de legislació hipotecària a l'Ateneu Barcelonès i primer director de les Juntes Regionals. El 1903 també formà part de la comissió oficial redactora de les bases de l'aleshores nova Llei Hipotecària.

## Obres
- Constitución política de los pueblos antiguos (Barcelona, 1866)
- Ensayo de un compendio de los principios de Legislación Hipotecaria (Madrid, 1879)
- Notas políticas (Zamora, 1879)
- Sistemas hipotecarios (Barcelona, 1896)